# Brent Kutzle
Brent Michael Kutzle (n. 3 august 1985, Newport Beach, California, SUA) este un muzician, multi-instrumentist⁠(d), compozitor, producător muzical și compozitor de film american originar din Fountain Valley, California⁠(d). El este basistul și violoncelistul formației pop rock OneRepublic.
La fel ca solistul principal al OneRepublic, Ryan Tedder, Brent a scris și cântat și cu alți muzicieni atât din scena underground, cât și din cea mainstream, inclusiv Beyoncé, Matchbox Twenty, Ellie Goulding, Cobra Starship⁠(d), Leona Lewis, Kelly Clarkson, ísland, Vermeer, Augustine, This Allure, Monarch, Venus Infers, Jessica Dobson⁠(d) și Kevin Max⁠(d). Brent este căsătorit cu Jackie Leslie din 2017.

## Biografie

### Tinerețea
A urmat școala primară Ethan B. Allen, iar la vârsta de treisprezece ani, Kutzle a mers la Școala Sarah McGarvin din Westminster, California. De asemenea, a urmat liceul La Quinta din Westminster, Universitatea Baptistă din California din Riverside și Universitatea Vanguard din Costa Mesa. Kutzle a început să cânte la pian de la o vârstă fragedă, mama sa fiind organistă și profesoară de pian la biserică iar tatăl său pianist și unul dintre cei 84 de pianiști de la ceremonia de deschidere a Jocurilor Olimpice de Vară Los Angeles din 1984. Încurajat de tatăl său, Kutzle a adoptat un al doilea instrument, violoncelul, deoarece competiția este mult mai mică decât cea a viorii. Kutzle este un compozitor clasic.

### Filmografie
Kutzle are o apariție cameo în filmul din 2008, The Eye, cu Jessica Alba. El apare în scena de deschidere cântând la violoncel ca membru al orchestrei. De asemenea, poate fi auzit cântând la violoncel pe piesa principală, „Songs Like Rain” pentru filmul independent din 2006 cu același nume. În 2014, Kutzle a fost întrebat de diaspora jamaicană despre câte instrumente poate cânta în legătură cu filmul, iar el a declarat: „Nu la fel de multe ca la facultate, dar undeva în jur de o mână”. Kutzle a compus o coloană sonoră pentru filmul internațional din 2016, Behind the Water, care îl are în rol principal pe activistul Fraser Kershaw⁠(d).

### OneRepublic
Kutzle s-a alăturat formației OneRepublic la începutul anului 2007, după ce fostul basist al trupei a plecat să urmeze o carieră solo. El a cântat la violoncel din clasa a patra și a comentat că nu ar cânta niciodată pentru o formație care „nu l-ar lăsa să cânte la violoncel”. Kutzle a transformat sunetul violoncelului pentru o formație de rock folosind efecte de delay, Reverb⁠(d) și loop. Și-a lăsat amprenta pe albumul de debut al OneRepublic, Dreaming Out Loud, pe piesa „All Fall Down”, care se bazează pe un cârlig de violoncel repetat pe tot parcursul piesei.
Pe lângă violoncel și bas, Kutzle, împreună cu Zach Filkins, îl ajută pe solistul principal, Ryan Tedder, la scrisul și compunerea muzicii pentru trupă. Multe dintre melodiile de pe al doilea album al trupei, Waking Up, au fost co-scrise și co-produse de Kutzle, inclusiv single-ul principal „All The Right Moves” și single-ul „Good Life”, precum și „Feel Again” și „If I Lose Myself”, care sunt ambele single-uri de pe al treilea album, Native. La concertele live, el poate fi văzut cântând la bas, violoncel și voce de acompaniament alături de ceilalți membri ai trupei, Zach Filkins, Eddie Fisher și Drew Brown.

## Discografie
- Dreaming Out Loud (2007)
- Waking Up (2009)
- Native (2013)
- Oh My My (2016)
- Human (2021)
- One Night in Malibu (2022)